# Koninklijke Belgische Ruitersportfederatie
De Koninklijke Belgische Ruitersportfederatie (KBRSF), in het Frans Fédération royale Belge des sports equestres (FRBSE), is de Belgische sportfederatie voor de paardensport. De KBRSF is lid van de internationale paardensportorganisatie Fédération Équestre Internationale (FEI).

## Vroege geschiedenis

### 1885: Société Royale Hippique de Belgique
In België werd de eerste Belgische, niet-militaire ruiterclub in 1885 gesticht door enkele paardensportliefhebbers onder de naam “Société Royale Hippique de Belgique”.

### 1898: Comité Central Hippique Belge
In 1898 werd het “Comité Central Hippique Belge” opgericht met het doel de diverse ruiterverenigingen te groeperen en tot éénvormige reglementen te komen.
Het Comité had zijn maatschappelijke zetel in de Tweekerkenstraat 33 te Brussel.
Op 20 april 1898 werd een Algemene Vergadering gehouden, waarop slechts 10 clubs vertegenwoordigd waren: Brussel, Antwerpen, Gent, Mons, La Louvière, Thuin, Leuven, Tilff, Péruwelz en Dour.Voor het eerst werd een Bureau samengesteld en alle leden werden met eenparigheid van stemmen verkozen: Voorzitter Graaf Eugène d’Oultremont, 1ste ondervoorzitter Ridder van Tieghem, 2de Ondervoorzitter Burggraaf de Nieulant, Secretaris M. Adolphe Dupuich, leden: de heren Biebuyck, de Sauvage, Brogniez en Vanderkelen.
De ruitersport stond in die periode sterk onder de invloed van de ruiterschool van Ieper. Sedert 1847 kregen de officieren van de Cavalerie en de Veldartillerie daar hun vorming op ruitersport – en militair gebied.

### 1914-1918: WO I
Tijdens de oorlog 1914 – 1918 werd de sportbedrijvigheid onderbroken. Nochtans werden er wel militaire wedstrijden gehouden gedurende deze periode.

### 1921-1940: Oprichting F.E.I.
Pas in 1921 werd te Parijs de F.E.I (Fédération Equestre Internationale) opgericht door 8 landen: België, Denemarken, USA, Italië, Frankrijk, Noorwegen, Japan en Zweden. Het Belgisch Centraal Comité was vertegenwoordigd door de heer Dupuich.
In België neemt het aantal wedstrijden en clubs toe. Het aantal clubs gaat van 12 in 1922 tot 27 in 1940.
De Tweede Wereldoorlog beëindigt opnieuw de sportactiviteiten.

## Wereldwijde ontwikkeling van de paardensport
Van 1920 tot 1940 ontwikkelde de ruitersport zich in Europa, Japan en enkele landen van Amerika. Het aantal ruiters en paarden nam bestendig toe.
Op nationaal vlak werd er tussen de twee Wereldoorlogen ook vooruitgang geboekt door de deelname van enkele niet – militairen.
Er bestond nog geen internationaal organisme, hoewel er Olympische Ruiterspelen en internationale paardensportmanifestaties plaatsvonden. De Belgen speelden daarin een hoofdrol. In 1900, op de Spelen van Parijs, wonnen de Belgen medailles: goud voor Kolonel Aimé Haegeman / Benton II in jumping en voor Constant Van Langendonck / Extra Dry in het verspringen (6m10). George Van der Poele won zilver met Windsor Squire en brons met Ludlow. In 1912 veroverde Baron Emanuel de Blommaert de Soye met Clonmore te Stockholm brons in Jumping. Te Antwerpen werd het in 1920 een groot succes voor de Belgen: koers van 20 km: goud voor Lt. J. Missona, brons voor Lt. Jules Bonvalet; koers van 50 km: brons voor Roger Moeremans d’Emaus / Sweet Girl, Lt. Oswld Linths / Martha en Lt. Jules Bonvalet / Weppelghem; Jumping per ploeg: zilver voor Cd. Graaf d’Oultremont / Kichener, Lt. André Coumans / Lisette en Herman de Gaiffier d’Hestroy / Miss.

### 1947: Oprichting Koninklijke Belgische Ruitersportfederatie
Vanaf 1945 wordt de competitie schoorvoetend hervat in enkele Belgische clubs die de wereldbrand hebben overleefd.
In 1947 wordt de Koninklijke Belgische Ruitersportfederatie opgericht als voortzetting van “le Comité Central Hippique Belge”.

### 1947-1990: Democratisering van de ruitersport
Tussen 1947 en 1990 is de K.B.R.S.F een unitaire federatie die naast de drie Olympische disciplines (springen, dressuur, eventing) tevens het aangespannen rijden beheert. Sinds 2001 vervoegt ook reining, een discipline van western riding, deze lijst. Vanaf 2006 wordt ook de paardensport voor minder validen onder de benaming para-equestrian aan het aantal disciplines toegevoegd.
In de jaren 90, worden endurance, voltige en horse–ball toegevoegd aan de lijst van de disciplines erkend door de Federatie.
De constante democratisering van de ruitersport leidt naar een aanzienlijke stijging van het aantal paarden, sportbeoefenaars en wedstrijden.
Tijdens deze periode, is de K.B.R.S.F tevens het overkoepelend orgaan van 11 Regionale Groeperingen, 6 in Vlaanderen en 5 in Wallonië.

### 1996-2000: Communautarisering van K.B.R.S.F
In de periode van 1996 tot 2000, bereidt de Federatie zich voor op een splitsing in een Vlaamse en Waalse Vleugel.
In deze periode worden ook de "Fédération Interrégionale des Sports Equestres Francophones" (FISEF) die de vijf Waalse Regionalen verenigt en de Vlaamse Interregionale Paardensport Federatie (VIPF) die de zes Vlaamse Regionalen verenigt, gesticht.
Ingevolge de communautarisering van 14 december 2000 splitst de K.B.R.S.F op in twee vleugels, een Franstalige Ligue Equestre Wallonie Bruxelles (LEWB) die een gevolg is van de fusie tussen de "Fédération Equestre de la Communauté Française de Belgique" (FECFB) en de FISEF, en een Nederlandstalige "Vlaamse Liga Paardensport" (VLP) in vervanging van de VIPF. In 2004 wordt BOMARI opgenomen binnen de VLP.
Beide liga’s (VLP en LEWB) zijn door de respectievelijke gemeenschappen erkend en gesubsidieerd.

### De huidige Federatie
De K.B.R.S.F vzw is de enige Ruitersportfederatie in België erkend door het Belgisch Olympisch en Interfederaal Comité (B.O.I.C) en door de «Fédération Equestre Internationale» (F.E.I) die erkend is door het Internationaal Olympisch Comité (I.O.C).
Sedert de communautarisering, die een feit is sedert 2001, is er een duidelijke takenverdeling opgesteld tussen koepel (K.B.R.S.F.) en Liga’s (Paardensport Vlaanderen en L.E.W.B.). De K.B.R.S.F. heeft het volgende doel zoals gedefinieerd in de statuten:
“De bevordering en verspreiding van de sport in het algemeen en van de paardensport in het bijzonder. Als overkoepelend orgaan van de Vereniging zonder Winstoogmerk Paardensport Vlaanderen en de Association Sans But Lucratif Ligue Equestre Wallonie Bruxelles (LEWB) houdt zij zich meer bepaaldelijk bezig met de nationale en internationale paardensportactiviteiten.”
Meer in het bijzonder is de K.B.R.S.F. bevoegd voor:
- Relaties met de FEI, het BOIC en buitenlandse nationale federaties.
- Coördinatie tussen beide Liga’s van nationale materies die de sport aanbelangen.
- Het opstellen van reglementen waaronder deze van de disciplines.
- Het opstellen van de nationale kalender (met inbegrip van de internationale wedstrijden in België).
- Het goedkeuren van de wedstrijdprogramma’s van nationale en internationale wedstrijden in België.
- Selectie en toelating van deelnemers aan wedstrijden in het buitenland.
- Het benoemen van nationale officials en het voordragen van internationale officials bij de F.E.I.

De K.B.R.S.F. is een vereniging zonder winstoogmerk (VZW) en valt bijgevolg onder de Wet op de VZW’s. De federatie heeft een Algemene Vergadering, een Raad van Bestuur en een Directiecomité. De dagelijkse werking gebeurt door het secretariaat onder leiding van de secretaris generaal. Daarnaast bestaat er voor elke discipline een Nationale Sportieve Commissie of een Werkgroep. Daarnaast is er tevens een Diergeneeskundige Commissie en een Disciplinaire Commissie. In principe zijn alle organen van de K.B.R.S.F. paritair samengesteld uit een gelijk aantal vertegenwoordigers van Paardensport Vlaanderen en de L.E.W.B.
De federatie is de enige ruitersportfederatie in België erkend door het Belgisch Olympisch en Interfederaal Comité (BOIC).
Sinds de communautarisering, die een feit is sedert 2001, is er een duidelijke takenverdeling opgesteld tussen koepel (KBRSF) en de liga's langs beide kanten van de taalgrens.